# Cucq
Cucq is een gemeente in het Franse departement Pas-de-Calais (regio Hauts-de-France). De plaats maakt deel uit van het arrondissement Montreuil. Cucq telde op 1 januari 2022 5.165 inwoners.
In een ver verleden had het dorp een Vlaamsklinkende naam; in de 12e eeuw werd Kuuk geschreven; de huidige naam is daarvan een Franse fonetische nabootsing.

## Geschiedenis
Cucq werd voor het eerst vermeld in 1173, als Cuc, wat Keltisch is voor heuvel.
In de Merovingische tijd was het gehele gebied een moerasland of wad, dat geleidelijk met zand bedekt werd en waar duinen werden gevormd. Dit gebied was eigendom van de Abdij van Sint-Joost (Abbaye de Saint-Josse), en werd tijdens de Franse Revolutie onteigend en publiekelijk verkocht. In 1837 kocht Jean-Baptiste Deloz hier duingrond en vanaf 1855 werden er dennen geplant. In 1858 werd door Deloz en diens verwant, Rigaux, het domein verdeeld. Deloz verkreeg 1250 ha, zijnde het gebied waar Le Touquet-Paris-Plage zou verrijzen, terwijl Rigaux de grondlegger van Stella-Plage zou worden. Begin 20e eeuw werd het gebied van Stella-Plage verkaveld.

## Geografie
De gemeente ligt aan de Opaalkust. De oppervlakte van Cucq bedroeg op 1 januari 2022 13,16 vierkante kilometer; de bevolkingsdichtheid was toen 392,5 inwoners per km².

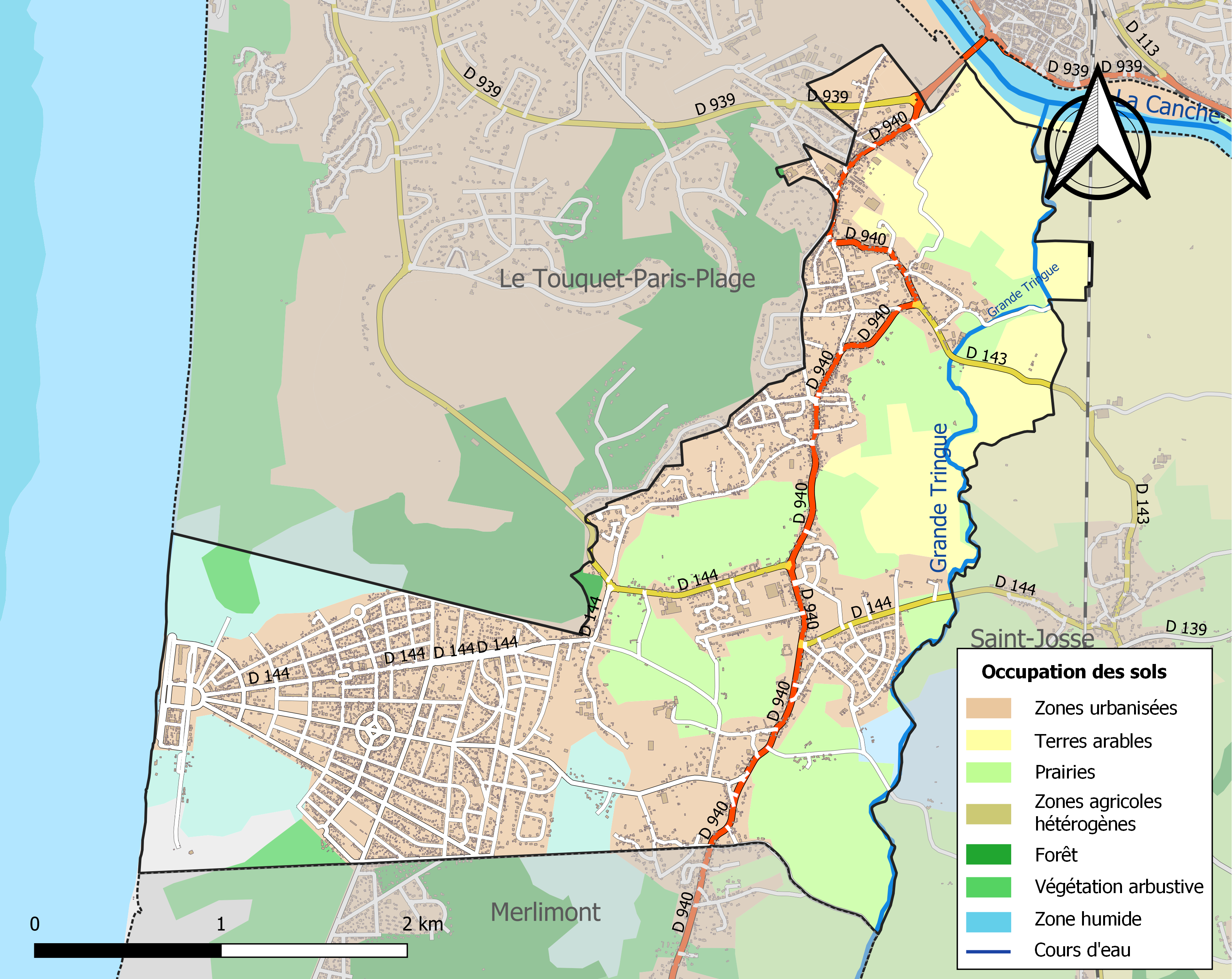
Kaart van de gemeente met belangrijkste infrastructuur, bodemgebruik en omliggende gemeenten

De gemeente bestaat uit drie kernen: het eigenlijke Cucq, het dorp Trépied en de badplaats Stella-Plage. De gemeente Le Touquet-Paris-Plage splitste zich af en werd een zelfstandige gemeente in 1912.

## Bezienswaardigheden
- De Onze-Lieve-Vrouw van Steunkerk (Église Notre-Dame-du-Réconfort) aan de Rue Emile-Grevet.

## Demografie
Onderstaande figuur toont het verloop van het inwonertal (bron: INSEE-tellingen).

## Geboren
- Ophélie David (1976), freestyleskiester
- Pauline Parmentier (1986), tennisster

## Nabijgelegen kernen
Trépied, Stella-Plage, Merlimont, Saint-Josse, La Calotterie